# トルエン
トルエン（英: toluene）は、芳香族炭化水素に属する有機化合物で、ベンゼンの水素原子の1つをメチル基で置換した構造を持つ。無色透明の液体で、水には極めて難溶だが、アルコール類、油類などには極めて可溶なので、溶媒として広く用いられる。
常温で揮発性があり、引火性を有する。消防法による危険物（危険物#第4類第1石油類）に指定されており、指定数量の20 %以上の貯蔵には消防署への届出が必要である。人体に対しては麻酔作用がある他、毒性が強く、日本では毒物及び劇物取締法により劇物に指定されている。管理濃度は、20ppmである。

## 歴史
トルエンの名は、南アメリカに分布する Myroxylon balsamum という木から得られたトルーバルサムとよばれる樹脂を乾留して得られたことに由来する。イェンス・ベルセリウスが命名した。

## 化学的性質
トルエンは通常の芳香族炭化水素と同様に芳香族求電子置換反応の基質となる。メチル基の存在により、ベンゼンの約25倍の反応性を持っている。
特徴的な臭気を持ち、無色。沸点は約111度、融点は約−95度であり、通常では液体である。水を1としたときの比重は0.87。
トルエンは穏やかなスルホン化によりp-トルエンスルホン酸を生成する。また酸化鉄(III)の存在下、塩素により塩素化反応を起こし、オルト・パラアイソマーのクロロトルエンを生成する。ニトロ化ではオルト・パラアイソマーのニトロトルエンを生成するが、加熱することでジニトロトルエン、最終的には爆発性のトリニトロトルエン (TNT) を生成する。ハロゲン化反応はフリーラジカル条件下でも進行し、そのときハロゲンはメチル基に入る。例えばトルエン中にNBSとAIBNを加え加熱すると、臭化ベンジルが生成する。
トルエンのメチル基も他の反応試剤により酸化反応が進行する。トルエンは酸化により反応中間体であるベンジルカチオンを生じさせ、続く水との反応によりベンジルアルコールを生成することができる。生じたベンジルアルコールはさらに酸化されベンズアルデヒドさらには安息香酸となる。またトルエンは過マンガン酸カリウムにより安息香酸を生成するが、その一方でクロム酸化によりベンズアルデヒドを生成する。
トルエンの触媒的水素化はその芳香族性のため進行しにくいが、高圧の水素添加によりメチルシクロヘキサンを生成する。

## 製造
トルエンは原油中にも少量存在するが、通常は粗製ガソリンであるナフサのエチレンプラントでの熱分解、石炭からのコークス製造で生成する粗軽油やコールタールのクラッキングにより製造する。エチレンプラントで副生する分解ガソリンや、粗軽油・コールタールのクラッキングによる生成物はベンゼン・トルエン・キシレン等の混合物であるため分留によりそれぞれを分離精製する。その精製プラントは代表的な産品の頭文字を取り、BTXプラントと呼ばれる。
純トルエンの2016年度日本国内生産量は1 984 735 t、工業消費量は1 006 165 tである。

## 用途
トルエンは溶媒として一般的に用いられ、ペンキ、塗料用シンナー、多くの化学物質、ゴム、印刷用インク、接着剤、マニキュア、皮なめし、殺菌剤等、様々なものを溶解することができる。フラーレンの指示薬としても用いることが可能である。ポリウレタンの原料であるトルエンジイソシアナートをはじめ、フェノール、トリニトロトルエン等の有機化合物の原料である。また内燃ガソリンエンジンのオクタン価向上剤としても用いることができる。工業的には脱アルキル化によるベンゼン生成、不均化によるベンゼンとキシレンの生成などが挙げられる。火薬・爆薬としても用いられ、特に化合物のトリニトロトルエンは爆薬として有名であり、自衛隊では1号TNT爆破薬という装備品がある。
地球温暖化防止対策として水素の利用が進む中、トルエンに水素を反応させてメチルシクロヘキサン（前述）に転換して貯蔵、運搬する技術が注目されている。
また、F1においても、燃料にトルエンを混合させる事によりノッキングを抑えながらもパワーを出せる事で、特殊燃料としてこのトルエンを使った燃料が1980年代に猛威を振るった。

## 毒性と代謝
トルエン蒸気の吸入には中毒性があり、強い吐き気を催す。長期にわたり繰り返し吸入を続けた場合、回復不能の脳障害を負うことが確認されている。また耳毒性も確認されている。
トルエンは液体からの蒸気吸入だけではなく土壌汚染、地下水汚染等により経皮・経口で体内に入る可能性がある。また、塗料や樹脂などの建材の溶剤として用いられたトルエンが室内に放出されることがあり、シックハウス症候群の原因物質の1つであると言われている。また排気ガス等にも含まれている。
トルエンは代謝によりその大部分が排出される。ただし、トルエンは水への溶解度が低いため、汗や尿といった通常の経路では排出することができない。そのため、代謝によって、より水溶性の高い物質になる必要がある。トルエンのメチル基は芳香環部分と比較して酸化されやすい。そのためヒトの体内に吸収されたトルエンの95 %は、シトクロムP450によりメチル基部分が酸化されてベンジルアルコールとなる。この代謝経路では残りの5 %が環が酸化されたエポキシドとして残留する。このエポキシドの大部分はグルタチオンと複合体を形成するが、細胞に対する深刻な毒性は避けられない。
トルエンが酸化されて生じたベンジルアルコールは、アルコールデヒドロゲナーゼなどの作用によってさらに酸化され、最終的に安息香酸となる。こうして生成した安息香酸は、グリシン抱合を受けて馬尿酸となり、これが尿中へと排出される。このため、ヒトの尿中に馬尿酸が存在することは、トルエンに曝露されたことの指標とされる場合もある。
日本の食品安全委員会では、耐容一日摂取量を、体重1 kgに対して149 μgと定めている。